# كأس اليونان 1952–53
كأس اليونان 1952–53 (باليونانية: Κύπελλο Ελλάδος ποδοσφαίρου ανδρών 1952-53) هو الموسم 11 من كأس اليونان. أشرف على تنظيمه الاتحاد الإغريقي لكرة القدم، وفاز فيه نادي أولمبياكوس.